# Стопа смртности
Стопа смртности или стопа морталитета је мера броја смртних случајева (уопште или због одређеног узрока) унутар одређене популације, у размери са њеном величином, у јединици времена.
Обично се изражава у јединицама смрти на 1000 јединки годишње; према томе, стопа смртности од 9,5 (од 1.000) у популацији од 1.000 би значила 9,5 смртних случајева годишње у тој целој популацији или 0,95 % од укупног броја. Она се разликује од морбидности која је или преваленца или инциденца болести, и од стопе инциденце (број новонасталих случајева болести у јединици времена).
У општем облику, стопа смртности се рачуна обрасцем:
{\displaystyle d/p*10^{n}}
у ком d представља број смртних случајева који су се догодили у датом временском периоду, а p представља величину популације у којој су се исти догодили.

## Статистика смртности
| Године    | СС   | Године    | СС  |
| --------- | ---- | --------- | --- |
| 1950—1955 | 19,1 | 2000—2005 | 8,4 |
| 1955—1960 | 17,3 | 2005—2010 | 8,1 |
| 1960—1965 | 16,2 | 2010—2015 | 8,1 |
| 1965—1970 | 12,9 | 2015—2020 | 8,1 |
| 1970—1975 | 11,6 | 2020—2025 | 8,1 |
| 1975—1980 | 10,6 | 2025—2030 | 8,3 |
| 1980—1985 | 10,0 | 2030—2035 | 8,6 |
| 1985—1990 | 9,4  | 2035—2040 | 9,0 |
| 1990—1995 | 9,1  | 2040—2045 | 9,4 |
| 1995—2000 | 8,8  | 2045—2050 | 9,7 |

Десет земаља са највећом стопом смртности према проценама Светске књиге чињеница из 2016. године су:
| Rank | Country       | Стопа смртности (годишње смрти/1.000 особа) |
| ---- | ------------- | ------------------------------------------- |
| 1    | Лесото        | 14,9                                        |
| 2    | Бугарска      | 14,5                                        |
| 3    | Литванија     | 14,5                                        |
| 4    | Украјина      | 14,4                                        |
| 5    | Летонија      | 14,4                                        |
| 6    | Гвинеја Бисао | 14,1                                        |
| 7    | Чад           | 14,0                                        |
| 8    | Афганистан    | 13,7                                        |
| 9    | Србија        | 13,6                                        |
| 10   | Русија        | 13,6                                        |

Према Светској здравственој организацији, десет водећих узрока смрти у 2015. години (рангираних по смртности на 100.000 становника) били су:
1. исхемијска болест срца (119 на 100.000 становника)
2. мождани удар (85 на 100.000 становника)
3. инфекције доњих дисајних путева (43 на 100.000 становника)
4. хронична опструктивна болест плућа (43 на 100.000 становника)
5. ракови душника, бронхија или плућа (23 на 100.000 становника)
6. шећерна болест (22 на 100.000 становника)
7. Алцхајмерова болест и друге деменције (21 на 100.000 становника)
8. дијарејалне болести (19 на 100.000 становника)
9. туберкулоза (19 на 100.000 становника)
10. саобраћајне незгоде (10 на 100,000 становника)

Узроци смрти се разликују између развијених и мање развијених земаља.
Према Жану Циглеру (специјалном известитељу Уједињених нација о праву на храну за период од 2000. до марта 2008), смртност због неухрањености представљала је 58 % укупног морталитета у 2006. години: „У свету, око 62 милиона људи, са комбинованим свим узроцима смрти, умире сваке године. У 2006. години, више од 36 милиона умрло је од глади или болести због недостатка микронутријената”.
Од приближно 150.000 људи који умиру сваки дан широм света, око две трећине (100.000) умире од узрока који су повезани са старењем. У индустријализованим земљама, пропорција је много већа, достижући 90 %.